# نوزمین‌ساخت

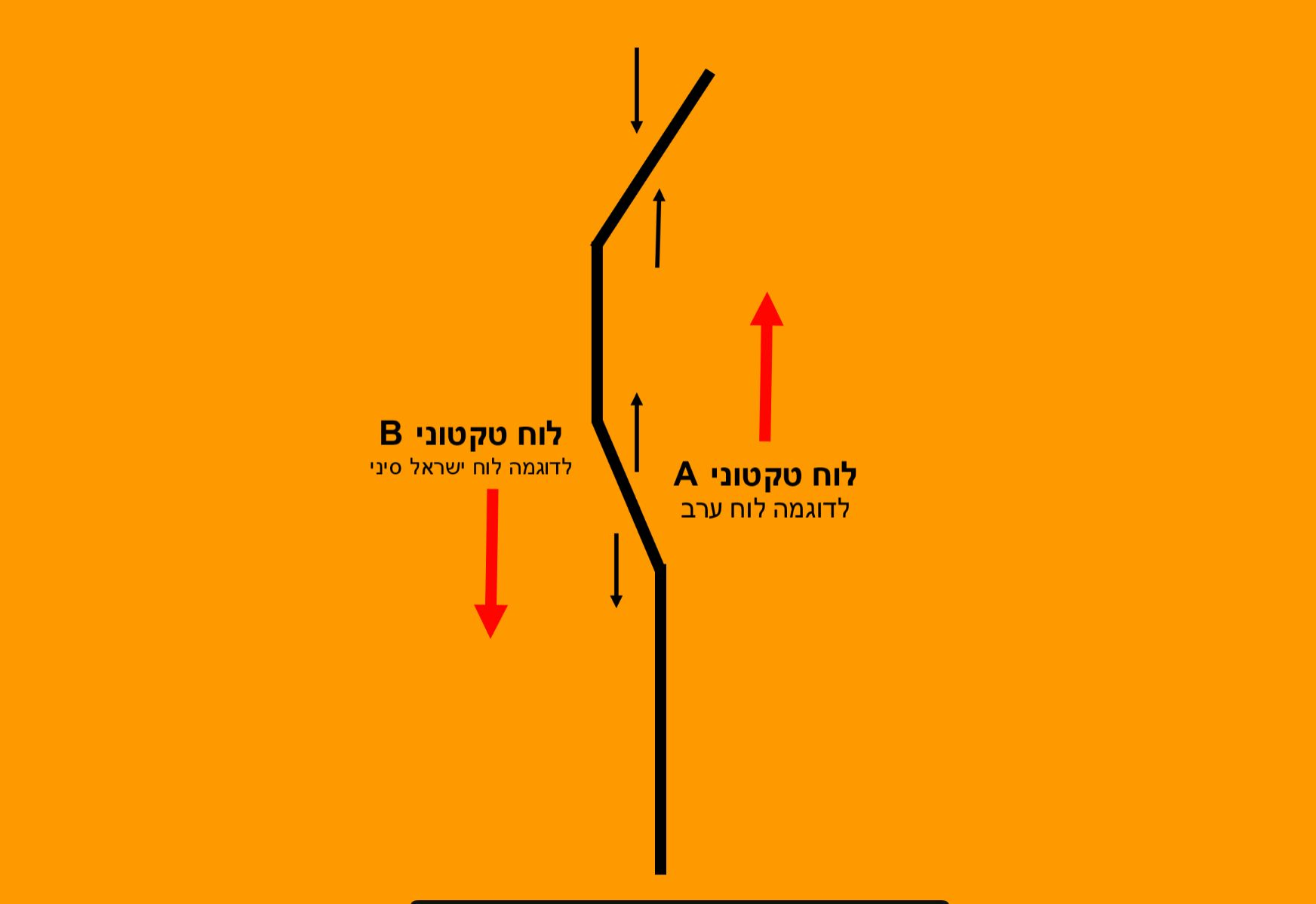
وقتی بین دو صفحه یک حرکت افقی به سمت چپ وجود دارد، تنش در امتداد انحنا ایجاد می‌شده و در نتیجه یک ترک ایجاد می‌شود. هر بار که خط به سمت راست می‌چرخد، فشار در امتداد انحنا ایجاد می‌شود.

نوزمین‌ساخت یا نئوتکتونیک (انگلیسی: Neotectonics) زیرشاخه‌ای از دانش زمین‌ساخت است که به مطالعه آن دسته از حرکت‌ها، جنبش‌ها و تغییر شکل‌های پوسته زمین (از دید فرایندهای زمین‌شناسی و ژئومورفولوژی) می‌پردازد که در دوره زمین‌شناختی کنونی نیز ادامه دارد. زمین‌شناسان چارچوب زمانی مربوط به زمان کنونی را دوره نوزمین‌ساختی و دوره زمانی مربوط به گذشته را دوره دیرین‌زمین‌ساختی (palaeotectonic period) می‌نامند.
اصطلاح نئوتکتونیک توسط ولادیمیر اوبروچف در سال ۱۹۴۸ ابداع شد. وی این اصطلاح را این‌گونه تشریح کرد: «مطالعه حرکات زمین‌ساختی اخیر در بخش‌های بالایی ترشیاری (نئوژن و کواترنری) که نقش مهمی توپوگرافی معاصر زمین ایفا کرده است». از آن زمان تا کنون در تعیین و تعریف «دوره زمین‌ساختی اخیر» بین زمین‌شناسان اتفاق‌نظر وجود ندارد. برخی از آن‌ها نوزمین‌ساخت را مترادف «زمین‌ساخت فعال» در نظر می‌گیرند در حالی که برخی دیگر دوره زمانی آغاز نوزمین‌ساخت را از میوسن میانی در نظر می‌گیرند. توافقی کلی در این زمینه وجود دارد که دوره زمانی نوزمین‌ساخت در هر محیط زمین‌شناختی متفاوت و منحصر به‌فرد است و برای درک درست و کامل فعالیت زمین‌ساختی در یک منطقه باید دوره‌های زمانی گذشته نیز تا حد کافی در نظر گرفته شود.
مرکز مطالعات نوزمین‌ساختی در دانشگاه نوادا در رینو نوزمین‌ساخت را «مطالعه زمین‌شناختی حرکات اخیر پوسته زمین به‌ویژه حرکات ناشی از زمین‌لرزه، با هدف درک فیزیک زمین‌لرزه و دوره بازگشت آن، رشد کوه‌ها و مخاطرات لرزه‌شناختی ناشی از این فرایندها» تعریف کرده است.